# Первороссийск
Это был бы мой подарок к 25-летию Советской власти, дар нашим знамёнам, нашей Мечте, нашим идеалам — храму оставленному и кумиру поверженному, которые ещё драгоценней именно потому, что они оставлены и повержены. Не нами, о, не нами!
 Но неужели действительно оставлены и повержены?
«Первороссийск» — поэма Ольги Берггольц — трагедия расстрелянной, сожжённой, затопленной, но всё же вечно живой коммуны «Первороссийск».
Задуманная ещё до Великой Отечественной войны, и начатая как киносценарий, отклонённый в 1941 году, поэма была написана в 1949 году, впервые опубликована в 1950 году. За эту поэму поэтесса в 1951 году отмечена Сталинской премией. Поэма всё-таки была экранизирована в 1967 году, но фильм был «положен на полку».
Ольга Берггольц: «Писала запоем, вложила в поэму всё, во что свято верила и верю, что люблю бесконечно, чем жила и живу». Критикой считается её программным произведением — «Коммунистическое Евангелие» — о русской революции как о народной утопии, удивительном выплеске русской души.

## Сюжет
- Поэма состоит из введения и 16 глав. Описание сюжета ниже дано по варианту 1957 года. Автор несколько раз переделывала текст — существует несколько вариантов.

Во введении автор указывает, что пишет поэму смотря не в прошлое — в историю («Нет, я не в прошлое глядела…»), а в рождённое тогда будущее.
Предваряют начало первой главы поэмы строчки — парафраз одного из главного, раннего — 1933 года — стихотворения Берггольц:
| «Порука» | «Первороссийск» |
| --- | --- |
| У нас ещё — не перемерить — горя… И всё-таки не пропадёт любой: ручаются, с тоской и горем споря, Республика, работа и любовь. | Не пепел — пламень новой жизни, всю землю озаривший вновь, — твой, Революция — Отчизна — Россия — Партия — Любовь. |

Октябрь 1917 года. Ходоки от питерских рабочих идут по земле Алтая в поисках места для коммуны — и найдя его, шлют весть в Петроград.
На окраине Петрограда, ночью, в классе школы при Обуховском заводе, где расположен революционный штаб, рабочие пишут План и Устав будущей коммуны.
На собрании вдохновитель дела — товарищ Гремякин — техник из рабочих, большевик («партиец года Ленского расстрела»), его жена — Люба, героиня Обуховской обороны 1901 года, кузнец Степан Клипкович с женой Катей — ткачихой с невского, и начитанный подмастерье Алёша («парнишка хороший. Как Бабушкин в юности… Эту породу мы знаем…»). Они уж который раз читают измятое письмо от ходоков, но сомневаются — и за советом отправляются к самому Ленину.
Ленин, выслушав их, понимает, что их план — фантазия («Они фантазируют… Все это слишком красиво…») и понимает, что их ждёт («Всё будет не так…»), но поддерживает их решение, понимая и другое — «Так нужно…».
Коммунары зовут Ленина приезжать — посмотреть какую коммуну они построят, и Ильич обещает, что приедет: «Я буду в коммуне у вас… обязательно буду», но проводив их, долго смотрит в окно вслед коммунарам исчезающим во морозной мгле где «метель кипит, февральских сумерек синеет проседь».
Собирала их в путь вся Невская застава и не только. «Бывший императорский фарфоровый» подарил им посуду — княжеский сервиз, соседи подарили «пианино марки старомодной из дворянского особняка», а с завода Арсенал «братва с Выборгской стороны» привезла винтовки и патроны.
Только через несколько месяцев, паровозом и пароходом, с огромным трудом и опасностями коммунары добрались до Иртыша — «до Гусиной, до станицы, к земле, которая им снится».
В баньке чёрной и морозной

Люба ночью нянчит сына,

и, как при Иване Грозном,

в поставце горит лучина.
Дышит мать в ладошки сына,

наклоняясь над постелью,

а полночная долина

за окном кипит метелью.
Не бела метель — красна:

идёт гражданская война.
Но не первороссиянке

петь тоскливей полонянки,

нет, — подносчице камней

не сложить в подполье руки:

песни не было грозней,

радостнее и нежней

той, которою баюкает…
Но здесь ещё нет Советской власти, и «зло, насупившись на них казацкая станица» смотрит на пришельцев. Утром на коммунаров налетают казаки, и сотник Щураков называет их грабителями, скинувшими царя и приказывает убираться. Собирающийся народ из Гусиной и соседней Кондратъевки, видя «пианину» также судачит, что никакие это не рабочие: «Награбили „товарищи“…», а староверы, цитируя Писание, предрекают крах коммуне. И Гремякин с Клинковичем дают им ответы:
| ответ кулакам | ответ староверам |
| --- | --- |
| Кулак опять: — Награбили «товарищи»… повадно им без бога и царя… Гремякин сразу принимает бой: Да, мы грабители. Мы грабим мироедов, тех, кто нажрался крови трудовой. Я, пролетарий питерской заставы, вам приношу святой закон труда: работник — всем владеть имеет право, а паразит — ничем и никогда | Так, значит, вы без бога? По науке? А бог-то есть! Ведь есть он? Или врут? — Клинкович им показывает руки в мозолях. — Есть! Владыка Мира — Труд! Вот он, и вседержитель и создатель. Всё сотворит и всё подаст — в борьбе. А остальное — опиум, приятель, чтоб ты не верил самому себе. |

Но в толпе со смешками раздаётся ещё вопросец: «А с бабами — каков у вас порядок? Слыхали, тоже общие? Иль как?», на что уже Люба даёт ёмкое разъяснение: «Баба — не раба».
После этих слов и новости, что в Питере власть коммунистов, и теперь порядок в стране новый, местные батраки во главе с Кешей Боровым, встают на сторону коммунаров. В соседней станице Кондратъевке создаётся первый Совет, а в коммуну вступают из местных три семьи и пять батраков.
И ночью, после «первого дня творения», проснувшись и выйдя из палатки, Гремякин «остановился, поражённый тем, что идёт уже в Первороссийске».
…Я там была, в колхозе их, землячка

навеки юных первороссиян…
Мне не забыть первороссийской ночи,

в крови затрепетавшего огня,

когда я вдруг увидела воочью

то, что легендой было для меня.
Любовь и песня в силах превозмочь

рубеж времён и немоту могилы;

они частицей нашей жизни были, —

они вошли живыми в эту ночь.
Мерцала ночь, и воздух был смолистым,

и легче пуха — горные хребты.

Мы шли посёлком, трое коммунистов,

землей неотцветающей мечты…
За отсутствием скотины первороссияне сами впряглись в плуги и начали пахать — под гул злых насмешек станичников («Ну, как живёшь на питерской земле? За лошадь ходишь? То-то разутешен!»). Но некоторые, видя старания и упорство приезжих задаются вопросом «нет, люди так стараются недаром, тут правда есть. Тут выгода большая, не иначе, а в чём она?» — и уже середняки вступают в коммуну.
Но только коммунары возвели срубы домов, как приходят колчаковцы («у них винтовки английские»), и сжигают Первороссийск.
Гремякин решает, что нужно отступить — и приказывает всем разойтись по окрестным деревням в батраки к кулакам. Изрубив топором пианину — всё что осталось после пожара, тётя Катя снова пошла в служанки, хоть и «ох, тошно ей прислуживать врагу, кроить казачкам городские платья!».
Постепенно рассеянные коммунары налаживают жизнь, как раньше в Питере — с тайными явками и ячейками, создают кузнецу — «питерскую мастерскую — колыбель революции», в которой работают на себя и за недорого мастерят крестьянам, привлекая и обучая безработных. Это вызывает ненависть кулаков, удивляющихся, что эти босяки не шляются с сумою, а работают: «кой чёрт? Людей ограбили, раздели, глядишь — они опять уже при деле…», и страх — ведь в мастерской поют «Варшавянку».
В сентябре 1919 года, узнав что Красная Армия на походе и бьёт Колчака, Гремякин собирает съезд подпольщиков и партизан и решает поднять восстание. По доносу кулаков казаки арестовывают и расстреливают членов Совета. Но, поднявшийся трудовой народ уже не остановить…
Завершается поэма приездом автора в те места «…Я там была, в колхозе их, навеки юных первороссиян», и рассказом о странном видении в ночи, и размышлениями: что бы сказали потомкам Гремякин, Люба, тётя Катя и другие Первороссияне, если бы были живы и увидели воплощение своей Мечты.

## Историческая основа
Первороссийска уже нет, он затоплен рукотворным морем. Град справедливости и честных сильных людей, опустился на дно.
Но, может быть, он тоже, как град Китеж, опустился куда-то глубоко и иногда благовестит оттуда? Китеж. Китежане (они же — коммунары). Возраст тут ни при чём, — это те, кто ещё верит в Коммуну и полагает, что строит её.
- Основная статья: «Первое Российское общество землеробов-коммунистов»

В основе поэмы — реальная история. Имена главных героев поэмы — подлинные.
Ещё до Революции от политических ссыльных из Сибири питерские рабочие слышали рассказы о богатствах и красотах земли Алтая.
В 1918 году группа рабочих с Обуховского завода во главе с большевиками Василием Степановичем Грибакиным и Адамом Фёдоровичем Климкевичем, собравшись в школе при заводе, решили отправиться на Алтай и создать там коммуну.
30 января 1918 года Ленин принял делегацию обуховских коммунаров в Смольном, и посодействовал в их отправке.
Всего будущих коммунаров набралось 145 семей — около 400 человек. Они выехали в путь со станции Обухово 5 марта 1918 года.
От Семипалатинска на пароходе «Виктория» дошли до пристани Гусиной, и обосновались у соседнего села Снегирёва.
Во время Гражданской войны, в сентябре 1919 года, коммуна была сожжена карательным отрядом колчаковцев.
После установления Советской власти в селе Больше-Нарымское был установлен обелиск на месте казни 28 коммунаров, в том числе поимённо: председатель коммуны Грибакин, электрик Михайлов, медник Александров, плотник Веселов, коммунары Петров, Родионов, Кондрашов, Лобза, Евдокимов.
В 1930-е годы в тех местах был организован колхоз названный в честь первых коммунаров «Первороссийск».
В 1960 году место, где находилась коммуна, было затоплено Бухтарминским водохранилищем, возникшем при строительстве ГЭС.
Берггольц, с 1930-х годов мечтавшая побывать в этих местах — не успела, приехав только летом 1961 года, и прошла на катере по волнам над затопленным Первороссийском.
В 1966 году советским кинодокументалистом-классиком С. Е. Медынским был снят документальный фильм «Первороссийск», в начале фильма звучит фрагмент из поэмы Ольги Берггольц.
Берггольц писала, что Первороссияне — «это люди Невской заставы, места моей родины» — там прошло её детство, и поэму она посвятила своему отцу и его друзьям-романтикам.

## История создания
Ещё в 1934 году Берггольц в интервью газете «Литературный Ленинград» на вопрос над чем она собирается работать, сказала про «Первороссийск».
В дневнике поэтессы в 1935 году появилась запись: «Очень хочу писать Первороссийск. Пока даже больше, чем Заставу».
Откуда Берггольц узнала об истории коммуны Перворосийск точно не известно, Т. Д. Хренков писал, что ещё учась в университете где изучались труды Ленина, Берггольц заприметила в них записку Ленина Наркому земледелия о помощи коммуне.
По воспоминаниям Хренкова как-то Берггольц читала вслух поэму Эдуарда Багрицкого «ТВС», которую знала всю наизусть, и после декламации строчки «А век поджидает на мостовой, сосредоточен, как часовой…» вдруг сказала, что этот отрывок написан так, что его невозможно пересказать, и тут же заметила: — «Вот так бы написать о первороссиянах!».
Однако, приступить к поэме не удалось: в начале 1937 года Берггольц была свидетельницей по «делу Авербаха». После допроса, будучи беременной, попала в больницу, где потеряла ребёнка. Её муж был расстрелян 21 февраля 1938 года. 13 декабря 1938 года — будучи вновь на большом сроке беременности, арестована. 3 июля 1939 года освобождена и полностью реабилитирована.
1 апреля 1941 года Берггольц оставила в дневнике запись, что «может быть (страшно мечтаю об этом), — съездить на Алтай, по маршруту первороссиян, — м. б., буду писать о них повесть».
В конце апреля представила либретто «Первороссийска» в киностудию «Ленфильм», где получила поддержку критиков студии Р. Д. Мессер и С. С. Кара, но, как и предполагала Берггльц, в мае сценарий был «зарезан» в кинокомитете уже на первой инстанции с формулировкой: «Политически неверно ставить картину о коммуне, в то время как коммуна — осуждённая форма сельского хозяйства».
22 июня 1941 года — начало войны — отодвинуло вопрос о поэме, хотя Берггольц оставила в дневнике запись, что по поводу поэмы собирается написать в секретариат Сталина.

Еще я должна написать роман, и выпустить хорошую книгу стихов, и увидеть на экране свой «Первороссийск», а потом уж пускай. Доктор сказал, что мне надо пойти к психиатрам. Зачем? … Я круглый лишенец. У меня отнято всё, отнято самое драгоценное: доверие к Советской власти, больше, даже к идее её… «Как и жить и плакать без тебя?!» Я думаю, что ничто и никто не поможет людишкам, одинаково подлым и одинаково прекрасным во все времена и эпохи. Движение идёт по замкнутому кругу, и человек с его разумом бессилен. У меня отнята даже возможность «обмена света и добра» с людьми. Всё лучшее, что я делаю, не допускается до людей, — хотя бы книжка стихов, хотя бы Первороссийск. … Не трудностей я боюсь, а лжи, удушающей лжи, которая ползет из всех пор… Что же может тут сделать психоневролог?— 26/III-41
К работе над поэмой Берггольц вернулась в 1949 году — когда муж вывез её на дачу чтобы отвлечься от проблем связанных с конфликтом с Комитетом по делам искусств при СНК СССР:

Он нанял дачу, далеко от Ленинграда, на Карельском, утащил меня туда, мы жили там весь сентябрь. <…> Там, в 1949, на даче я всё же начала писать «Первороссийск», вцепившись в него, как в спасательный круг. Писала запоем, меньше, чем за год написала 2000 строк, не считая множества вариантов, вложила в поэму всё, во что свято верила и верю, что люблю бесконечно, чем жила и живу.— 
В 1950 году первый вариант поэмы «Первороссийск» был опубликован в журнале «Знамя», через год вышел отдельной книгой.
В 1952 году Берггольц была за поэму награждена Сталинской премией.
Но в дверь стучат…

А, вы, товарищ Сталин?

Прошу. - И Сталин входит в кабинет.

Он видит: оживлён и счастлив Ленин,

наверно, мыслью новой окрылён.
 
Таким Ильич ему ещё бесценней,

и осторожно спрашивает он:

— Не помешал?
— Ну, что вы! Между прочим,

как жаль, что в город вызывали вас.

Какие же чудесные рабочие

пришли ко мне, сидели тут сейчас!

Одеты скверно. Видно, голодают,

как, впрочем, весь рабочий Петроград…

Но собрались — и где же? — на Алтае

коммуну строить… А? Каков загад?

Первороссийск …— названье… Что, красиво?

(и чуть лукаво): — А ведь «крёстный» тот,

кто говорил, что первою Россия

Европу к коммунизму поведёт,
Глаза  у Сталина блеснули: — Впрочем,

здесь ваша мысль… Сказал я — оттого,

что беднота у нас пойдёт с рабочим…

Ленин прищурился — Но время отшвырнуть
 
отжившее, былое представленье,

что лишь Европа нам укажет путь.

— Я убеждён товарищ Ленин.

Оба

дыханьем боя одушевлены.

Гудит метель… — Так вот, товарищ Коба,

о чём подумать с вами мы должны…
Друг друга дополняя и волнуясь,
 
сквозь смрад разрухи, сквозь тягчайший бой
 
они Россию новую, иную,

свою Россию видят пред собой.

Не бедным полем с тонкою ракитой,

с часовнями у робких родников,

но светом электрическим увитой,

забывшей про нужду и бедняков. 
При этом известно, что решая вопрос о присуждении премии, Сталин спросил у Фадеева: «А откуда эта Берггольц знает, о чём мы с Лениным говорили? Ведь там были только он и я».
В первой редакции поэмы действительно был такой вымышленный диалог между Лениным и Сталиным, но в изданиях вышедших после прихода к власти Хрущёва и развенчания «культа личности» — в поэме нет ни одного упоминания имени Сталина.
В вырезанном фрагменте Ленин, называя Сталина «крёстным» Первороссиян-коммунаров, обсуждал с ним будущее страны.

## После поэмы
3 августа 1960 года Берггольц встретилась с одним из первороссиян — Гавриловым. Эту встречу и разговор она очень подробно описала в дневнике, отметив, что она и этот первороссиянин очень схожи — его также арестовывали, и он уже почти разуверился, но «в нем навсегда осталось это незыблемое, чистое, священное — Коммуна»:

Мне становится страшно, как будто бы я слышу самое себя, — как во время галлюцинации, самые затаенные мысли, даже от себя затаённые, загнанные глубоко внутрь. На минуту нервы начинают сдавать, и сверкает мысль: «Да Гаврилов ли это? А может, вовсе и нет никого, а мне все это только чудится?». Минутами — как карамазовский чёрт… Потому что первороссиянин говорит МОИМИ МЫСЛЯМИ, моими словами, хотя и сбивчиво, и почти косноязычно.
«— …И одиночество, такое одиночество… Никого! Все рассыпались, никто не доверяет друг другу… Разве так было в коммуне? Разве за это боролась коммуна? А теперь я вроде скрывать должен, что я был коммунаром, мне говорят: „Вы поторопились, вы перегнули“. Да что, чем мы перегнули? Тем, что друг за друга держались и верили друг другу?! А теперь — да ведь это РАЗРУШАЕТСЯ РУССКИЙ ХАРАКТЕР, потому что ведь русский мужик искони, всю жизнь на доверии друг к другу строил. Дрались, друг друга подвздох порой били, но — единение. Открытая душа, поддержка друг друга. На русском характере Первороссийск взошёл…»

Мой замысел пришёл ко мне, и я его испугалась, — настолько это было моё и уже не моё, — двойник, галлюцинация, чудо, — как же так оно уже отделилось от меня, — ещё до того, как я его воплотила? Оно уже существует помимо меня.…— Ольга Берггольц, запись в дневнике, 4 августа 1960 года, 2 часа ночи
Летом 1961 года Ольга Берггольц совершила поездку в Первороссийск, точнее — к месту, где он когда-то находился. На катере «Академик Графтио», вместе с двумя работниками райкома и ещё двумя журналистами, она прошла по Бухтарминскому морю, и работники райкома, были местные старожилы, говорили: «Над рощей идём…», «Над второй российской…», «А вот и Первороссийск». Как заметил первороссиец Гаврилов: «Да, подобно граду Китежу, Первороссийск ушёл в воду. Но мы не уничтожили его, нет. Мы только дали ему новое, иное бытиё».

Ну и долго же я не отчитывалась в своем летнем путешествии. Иные писатели успели за это время съездить кто в Италию, кто в Индию, кто в Монтевидео, но я была дальше всех этим летом. Я ехала, летела и плыла по следам поэмы «Первороссийск». Я путешествовала в прошлое, настоящее и будущее судьбы моей страны. Моей судьбы.— Ольга Берггльц, запись в дневнике за январь 1961 года
Как отметил доктор филологических наук Г. А. Червяченко, для Берггольц содержание поэмы не было просто фактом определённых лет, это было звено неразрывной цепи истории, и в её книге 1967 года «Дневные звёзды» есть место, раскрывающее самую суть поэмы. Речь о месте, в котором Берггольц рассказывает, как в Блокаду, выйдя после воздушной тревоги на улицу, шла по Шлиссельбургскому проспекту, где у Обуховского завода заприметила на стене истёртую временем революционную надпись:
Надписи на стенах Ленинграда, особенно страшные в дни блокады, — сестры пламенных надписей Революции! И вдруг я обнаружила — на одном кирпичном фронтоне еле уловимой тенью проступают узкие изогнутые буквы. Я остановилась, вгляделась, разобрала: «Охраняйте революцию!».
И рыдание сжало мне горло — счастливое рыдание!… Я слишком часто повторяю слово «счастье» на этих листах, но в тот день ничто из бесчисленных горестей моих не вспомнилось мне, ни на миг не овладело душою — ни смерть дочерей, ни несправедливое обвинение в 1937—1939 годах, видение которых до войны было неодолимо… Ничего этого не вспоминалось мне, ничто не обижало, не мучило. Нет, я шла по одним вершинам, мною владело только наше высокое и прекрасное, только счастье и упоение жизнью.
Господи, погоди, — да ведь они шли к Финляндскому вокзалу этим же самым путём, мимо этих же сумрачных амбаров! Но на встречу с Лениным шли здесь, где иду сейчас я! И этой же дорогой шли к Ленину в февральский вьюжный день восемнадцатого года рабочие нашего Обуховского завода. Они решили построить на Алтае первую в мире рабочую коммуну. Они назвали её «Первороссийском». Да, да, они шли между этими же амбарами, всё было так же, как сейчас, только надпись тогда была яркая. «Охраняйте революцию!» — приказывала они. И вот — эта девушка в военном и в пилотке, и какой-то дяденька, и я — мы идём той же дорогой, их дорогой, и те же надписи горят на тех же стенах, ну и что ж, что они стёрты временем, мы-то помним о них, да и не только помним — мы на самом деле охраняем Революцию.

КАПИТАЛЬНАЯ МЫСЛЬ, которую надо будет провести красной нитью: Первороссийск — бессмертен в людях, он вообще — в людях, в людях дела, а не в колхозах, совхозах и т. п. Это ВТОРАЯ капитальная мысль, а первая — о нашей современности с первороссиянами. О совместном, едином во времени и пространстве существовании с легендами, поэзией, историей. Сосуществование времён! Оно — в человеке.— Ольга Берггльц, запись в дневнике

## Издания
- Первороссийск. Поэма // Знамя, № 11, 1950
- Первороссийск: Поэма — Москва: Правда (Библиотека «Огонек» № 33), 1951. — 48 с. (150000 экз.)
- Первороссийск: Поэма — Москва: Гослитиздат, 1952. — 56 с. (50000 экз.)
- Первороссийск: Поэма // Поэмы — Ленинград: «Советский писатель» — 1955. — 200 с. (25000 экз.)
- Первороссийск: Поэма // Сочинения в 2 т. — Москва: Гослитиздат, 1958. — Том 1 — 1958—224 с.
- Первороссийск: Поэма // Собрание сочинений в 3 т. — Ленинград: Худож. лит. Ленингр. отд-ние, 1972—1973. — Том 3. — 1973—391 с.
- Первороссийск: Поэма // Поэмы — Ленинград: Лениздат, 1974. — 218 с.

## Отзывы
Критикой отмечено, что несмотря на множество лиричных отступлений и трагический конец, — поэма эпическая, и скорее является повестью в стихах.

Берггольц делом чести считала рассказать о Первороссийске: о той России, которую отпел Блок — и которой мы уже не застали. Их мало уцелело, этих коммунаров двадцатых годов; одних погубил реванш тридцатых, волна реакции, задушившая русскую утопию, а других, уцелевших, добила война. И коммуна «Первороссийск», о которой писала Берггольц, была удивительным выплеском русской души, протуберанцем её, вспышкой всех сил и потаённых талантов этой души — как и вся русская революция была всё-таки народной утопией, а не сплошным культурным и социальным погромом.— Дмитрий Быков, 2016 год

Главная мысль, которую она хотела провести через всю Главную книгу и которую называла капитальной, — это мысль о судьбе героев своей юности, о судьбе первороссиян.
Первороссияне сражались с «язычниками» — казаками, многие коммунары погибли как святые великомученики, но свет их веры воссиял над колхозом, который стоит на её месте. Ольга Берггольц не случайно назвала героев коммунистического Евангелия «первороссиянами», полагая, что внутренняя рифма с первохристианами будет прочитана и понята.

Для Ольги Берггольц свободный выбор первороссиян, которые шли наперекор привычной жизни, был священен. Она верила в коллективный счастливый труд, в его великую жертвенность. Это был идеал, от которого она не отступалась никогда. Прекрасно понимая утопизм этого пути, Ольга всё-таки считала, что бескорыстное служение Мечте — лучшее, что есть в народе. Но мысль, что освобождение от рабства, провозглашённое когда-то большевиками, привело спустя годы к ещё большему закрепощению людей, — эта мысль приводила Ольгу в отчаяние.— Наталья Громова, 2017 год

Программный смысл поэмы «Первороссийск», писавшейся с 1949 по 1957 год — смысл вроде бы ортодоксально ясен. Но, если вдуматься, отдаёт миражом.
Может, не белоказаки-колчаковцы — главная преграда на пути к мечте, а та дикая и вечная природная материя, в которой увязла «дерзновенность коммунаров»? Может, именно с природой, с косной натурой фатально борется гордый дух? И спешит он «скорей свести с природой счёты», — как сказалось в ранних стихах Ольги Берггольц? А что, если это, гегелевски говоря, дурная бесконечность? То есть: первая коммуна разгромлена, за ней вторая, третья (всё — питерские пришельцы), на их костях эпоху спустя организованы колхозы (один из них назван: «Первороссийск»), но, как бы в насмешку над дерзновениями, все эти земли ещё эпоху спустя очередными строителями коммунизма назначаются к затоплению.
— Лев Аннинский, 2005 год

Когда сегодня читаешь Берггольц, душа замирает, кажется, что с тобой говорит свидетель Первого дня творенья. Но именно так она слышала зов времени. И «Первороссийск», это поэма Исхода, это свидетельство пришествия первороссиян в землю обетованную. Не многим дано жить так, как жила Ольга Берггольц, для этого нужно поднять и расположить свою душу так высоко, откуда только и можно обозреть «всю жизнь разом».— Михаил Кураев, журнал «Нева», 2010 год

## Опера, радиопостановка, экранизация
В 1965 году была написана опера «Питерцы» Александра Фридлендера по поэме «Первороссийск»:

С поэмой я познакомился ещё в 1952 году. Её остро конфликтный сюжет уже тогда показался мне очень оперным. Мысль о «Первороссийске» как о возможной опере не покидала меня много лет. И вот в прошлом году я набросал эскиз либретто, сохранив прекрасные стихи Берггольц. Главное в будущей опере — образ Ленина, который я пытаюсь решить вокально-музыкальными средствами. А разве не трогательна нежная влюбленность рабочей супружеской пары, сумевшей через все трудности пронести своё чувство? Поэма многопланова.— композитор Александр Фридлендер, журнал «Советская музыка», 1964 год
В 1966 году поэма под названием «Сказ о первороссиянах» была инсценирована в Ленинграде, в радиопрограмме «Наш современник», автор радиоварианта И. Россомахин.

### Экранизация
- Основная статья: «Первороссияне»

Изначально задуманная в 1941 году как сценарий, поэма была экранизирована только через 15 лет в 1967 году — фильм готовился к юбилею Октябрьской революции.
Это не конфликт характеров, личностей. Это конфликт религиозных идей—староверов и коммунистов. Да, столкновение двух религий. А это — повод для трагедии.
С настойчивостью, достойной, наверное, лучшего применения, я из года в год предлагала «Первороссийск» для художественного фильма, и только сейчас моя мечта становится реальностью… Но верила и верю в жизненную необходимость именно этой темы на экране.
Сценарий был написан Берггольц заново и был опубликован в ноябре 1965 года в газете «Литературная Россия».
Однако, сценарий был в корне переработан создателями фильма и, как отметил киновед П. А. Багров, был «бесконечно далёк от фильма. И картина, естественно, ей не понравилась, о чём не раз писали исследователи и мемуаристы, да и публикуемые ниже материалы подтверждают это абсолютно».
Известно, что сама Берггольц говорила, что «Первороссиян» нужно снимать, «имея ориентиром последний сценарий Довженко „Повесть пламенных лет“». Фильм же снят в экспериментальной авангардистской манере, фабула и диалоги сокращены до минимума.
Заседание худсовета «Ленфильма» по фильму, как это видно из стенограммы, было не только бурное, но и самое длительное в 1966 году.
Секретарь Ленинградского обкома партии Толстиков на просмотре кричал: «Вы вашим фильмом упрекаете нас, сегодняшних коммунистов, что мы не такие идеалисты, как коммунары 1918-го!» и хотел запретить фильм, но на защиту фильма встал Г. М. Козинцев, который пожимая плечами, сказал, что фильм абсолютно «про их»:

Григорий Михайлович абсолютно прав: чего тут защищать? Здесь ведь никакой антисоветчины нет. Да и в поэме Берггольц её нету. И дело вовсе не в материале, а в его подаче… Но, в любом случае, после того, как Толстиков заорал: «Что это такое! Антисоветчина!» — всё стало ясно. Судьба картины была решена.
— Иван Краско
Формально фильм Госкино был принят, прошла премьера в кинотеатре «Колизей», но фактически до зрителя не дошёл — было дано распоряжение изготовить только шесть копий, в прокате он провалился. При переходе с проекторов для 70-мм плёнки, на которой фильм был снят, копии уничтожались, и осталась только одна, но это был негатив, и фильм не был доступен для просмотра. Только в 2009 году фильм вернул к жизни историк кино, главный хранитель Госфильмофонда В. Ю. Дмитриев к показу на фестивале архивных фильмов «Белые столбы».

## Комментарии
1. ↑  Аллюзия на строчку «…Так храм оставленный — всё храм, / кумир поверженный — всё Бог!» из стихотворения М. Ю. Лермонтова «Расстались мы, но твой портрет…» (1837).
2. ↑  Строка из стихотворения А. Блока «Осенняя воля»